# Хэлпин, Люк
Люк Хэ́лпин (англ. Luke Halpin; род. 4 апреля 1947, Астория, Нью-Йорк) — американский актёр кино и телевидения, каскадёр, морской координатор, изредка выступал и в других кинематографических ипостасях. Начал сниматься в возрасте 8 лет. Наиболее известен зрителю исполнением одной из главной роли в сериале «Флиппер» (1964—1967, 88 эпизодов за три года) и фильмах «Флиппер» (1963) и «Новые приключения Флиппера» (1964).

## Биография
Люк Остин Хэлпин родился 4 апреля 1947 года в районе Астория (Куинс, Нью-Йорк, США). Мать — Хелен Джоан (до брака — Щепански), отец — Юджин А. Хэлпин. Бабушка и дедушка Люка по отцовской линии были, соответственно, ирландкой и немцем; по материнской — поляками. Старший брат — Юджин-младший, старшая сестра — Джоан. Вырос Люк в другом районе Куинса — Лонг-Айленд-Сити.
Люк с детства занимался музыкой, и однажды его учитель обратил внимание, что мальчик выглядит как «стопроцентный американец», и предложил попробовать себя в кино. Родители Люка прислушались к совету и в 1955 году состоялся дебют мальчика в телесериале «Студия Один». «Настоящий мальчик-американец» приглянулся продюсерам, и он начал регулярно сниматься в телесериалах и телефильмах. С 1958 года Люк стал появляться на бродвейских подмостках, с 1963 года — в кинофильмах.
Наибольший успех Хэлпину принесли фильмы и сериал о приключениях дельфина Флиппера. Юноша был выбран на эту роль, так как хорошо умел плавать и удивительно легко находил общий язык с дельфинами, которые «играли» Флиппера. За четыре года съёмок Хэлпин стал профессионалом по нырянию с аквалангом, приобрёл ловкость и отличную физическую форму, что в дальнейшем позволило ему играть соответствующие роли в кино и на телевидении, а также стать каскадёром. Роль в этой франшизе сделала Хэлпина кумиром подростков, он появлялся гостем в различных телешоу и телеиграх, снимался для журналов Bravo, 16, Tiger Beat.
По данным 2004 года, Хэлпин с женой и тремя сыновьями жил на западном побережье Флориды.
В 2015 году стало известно, что у Хэлпина диагностировали опухоли головы и шеи IV стадии, был запущен веб-сайт, на котором желающие могли поддержать заболевшего актёра. В июне 2016 года стало известно, что рак вроде бы отступил, но у Хэлпина начальная стадия болезни Альцгеймера.

### Личная жизнь
- 25 января 1971 года Хэлпин женился на девушке по имени Патриша Уоррен Отт. До 1977 года последовал развод, детей у пары не было.
- 19 ноября 1977 года Хэлпин женился на женщине по имени Джуди Сюзанна Мейер. Развод последовал 15 октября 1987 года, от брака остались двое сыновей: Кайл Остин (род. 1980) и Блэр Люк (род. 1982).
- 1 августа 1991 года Хэлпин женился на женщине по имени Дебора Джейн Даррелл. У пары есть сын по имени Кортни Люк (род. 1990).

## Номинации
- 1964 — Премия «Лорел»[англ.] в категории «Лучший актёр-новичок» — 10-е место.
- 2003 — Премия TV Land[англ.] в категории «Лучшее взаимоотношение человека и животного» за роль в сериале «Флиппер».

## Избранные работы
Актёр Бродвея
- 1958 — Восход солнца в Кампобелло[англ.] / Sunrise at Campobello
- 1959 — Take Me Along
- 1966 — Энни получает ваше оружие[англ.] / Annie Get Your Gun — Джейк Оакли
- 1979 — Питер Пэн[англ.] / Peter Pan

Актёр кинофильмов
- 1963 — Флиппер[англ.] / Flipper — Сэнди Рикс
- 1964 — Новые приключения Флиппера[англ.] — Сэнди Рикс
- 1969 — Если сегодня вторник, то это должна быть Бельгия[англ.] / If It's Tuesday, This Must Be Belgium — Бо
- 1976 — Мако: Челюсти смерти[англ.] / Mako: The Jaws of Death — патрульный
- 1977 — На волне ужаса / Shock Waves — Кит
- 1978 — Мистер Безногий[англ.] / Mr. No Legs — Кен Уилсон
- 1979 — Весёлые истории про ворованные вещи / Hot Stuff — Holdup Man #2
- 1981 — Глаза незнакомца[англ.]* / Eyes of a Stranger — редактор
- 1981 — Никто не савиршенен[англ.] (sic) / Nobody's Perfekt — матрос
- 1985 — Суперполицейские из Майами / Miami Supercops (I poliziotti dell'8ª strada) — главарь воров в автобусе
- 1986 — Аладдин[англ.] / Superfantagenio — тренер по баскетболу (в титрах не указан)
- 1993 — Дневной сеанс[англ.] / Matinee — мужчина в толпе
- 1996 — Флиппер[англ.] / Flipper — щедрый рыбак

Актёр телевидения
- 1955—1957 — Студия Один[англ.] / Studio One — разные роли (в 4 эпизодах)
- 1961 — Пьеса недели[англ.] / The Play of the Week — мальчик (в 2 эпизодах)
- 1961 — Шоссе 66[англ.] / Route 66 — Бобби Крассек (в эпизоде Welcome to Amity)
- 1962 — Защитники / The Defenders — Пол Хэбер (в эпизоде The Tarnished Cross)
- 1962 — Обнажённый город[англ.] / Naked City — мальчик (в эпизоде A Horse Has a Big Head - Let Him Worry!)
- 1964—1967 — Флиппер / Flipper — Сэнди Рикс (в 88 эпизодах)
- 1968 — Защитник Джадд[англ.] / Judd, for the Defense — Кенни Картер (в эпизоде The Worst of Both Worlds)
- 1968 — Дни в Долине Смерти / Death Valley Days — «Песчаный Король[англ.]» (в эпизоде A Mule… Like the Army's Mule)
- 1986 — Полиция Майами / Miami Vice — детектив Фрэнкел (в эпизоде Forgive Us Our Debts)

Каскадёр
- 1984 — Солнце, море и парни[англ.] / Where the Boys Are '84 — координатор каскадёров (в титрах не указан)
- 1985 — Порки 3: Месть[англ.] / Porky's Revenge! — каскадёр
- 1985 — Вторжение в США / Invasion U.S.A. — каскадёр
- 1997 — Скорость 2: Контроль над круизом / Speed 2: Cruise Control — каскадёр (в титрах не указан)
- 2005 — Перевозчик 2 / Transporter 2 — каскадёр

Морской координатор
- 1985 — Порки 3: Месть[англ.] / Porky's Revenge! — технический консультант морских сцен
- 1985 — Вторжение в США / Invasion U.S.A. — морской координатор
- 1986 — Полёт навигатора / Flight of the Navigator — морские службы
- 1986 — Мечты о золоте: История Мела Фишера[англ.] / Dreams of Gold: The Mel Fisher Story — морской координатор
- 1987 — С Новым годом![англ.] / Happy New Year — морской координатор
- 1997 — Скорость 2: Контроль над круизом / Speed 2: Cruise Control — морское
- 1998 — Дикость / Wild Things — морское

Прочие работы
- 1999 — Прогулка по Египту[англ.] / Walking Across Egypt — спецэффекты
- 2003 — Монстр / Monster — сценический менеджер[англ.]
- 2004 — Губка Боб Квадратные Штаны / The SpongeBob SquarePants Movie — водитель лодки